# Kałojan
Kałojan (także: Joanica; czasem z przydomkiem: Rzymianobójca, bułg. Калоян) – car bułgarski w latach 1197–1207. Brat carów Asena i Piotra. Zginął zamordowany w 1207 roku.

## Życie
Kałojan, niekiedy nazywany Ioannicus (Joannicą), wywodził się z rodziny bojarów kumańskich z okolic Tyrnowa. Miał dwóch braci: Asena i Teodora. Mamy również informację o dwóch jego siostrach. Starszych braci Kałojana, Teodora i Asena określa się również kumańskim przydomkiem Bełgun, będącym prawdopodobnie nazwą arystokratycznego rodu kumańskiego z którego pochodzili. Rodzina Kałojana posiadała rozległe stosunki wśród Kumanów mieszkających na północ od Dunaju.

### Pierwsze podboje

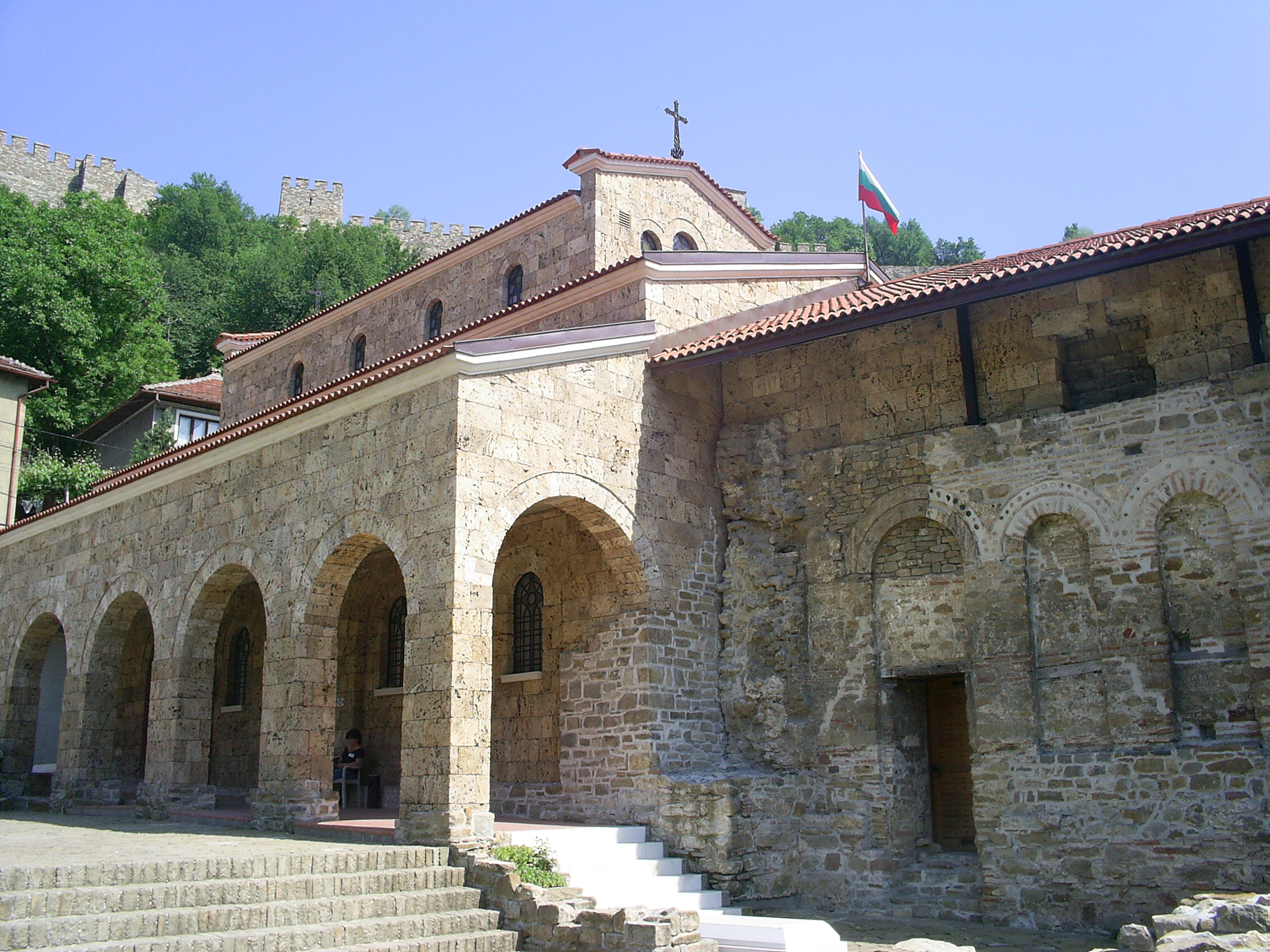
Cerkiew Czterdziestu Męczenników, Weliko Tyrnowo, Bułgaria.

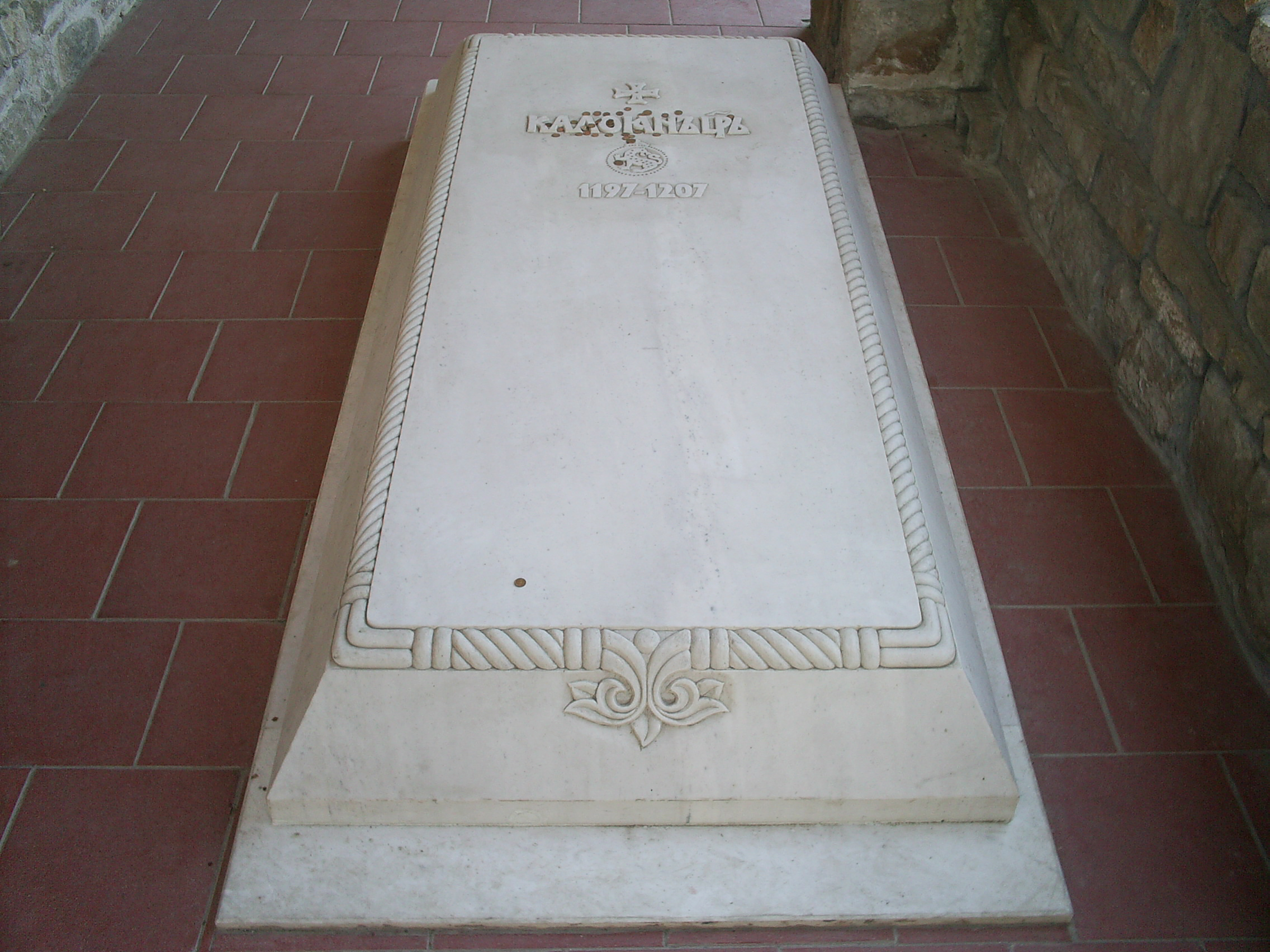
Grób Kałojana w Tyrnowie.

W 1186 roku bracia Kałojana wzniecili powstanie przeciw Bizancjum. Po dwóch latach walk w 1188 cesarz bizantyński uznał niezależność Bułgarii. Kałojan został wysłany przez starszych braci jako zakładnik układu pokojowego do Konstantynopola. Sukcesy Asena I w wojnie z cesarstwem w następnych latach skłoniły cesarza bizantyńskiego Aleksego III do wsparcia opozycji bojarskiej w Bułgarii. W 1196 roku spiskowcy, na których czele stanął krewny Asenowiczów, Iwanko, zamordowali Asena I. Ponieważ Aleksy III nie mógł udzielić zamachowcom pomocy wojskowej Iwanko utracił władzę na rzecz drugiego z braci Kałojana, który jako car przyjął imię Piotra. W 1197 roku bojarzy zamordowali Piotra. Kałojan zbiegł wówczas z Konstantynopola i objął wbrew woli spiskowców tron carski. Stosując surowe kary, w krótkim czasie rozprawił się z opozycją. Najwybitniejsi przedstawiciele opozycji bojarskiej przeszli na służbę cesarską. Iwanko otrzymał od cesarza w zarząd graniczną prowincję płowdiwską. Poddaństwo bizantyńskie przyjął również władca Macedonii strumskiej, Dobromir Chryz. Wzmocniony sojuszem z dwoma wielkimi bojarami Aleksy III podjął przygotowania do wyprawy na Bułgarię. W trakcie tych przygotowań Iwanko, zorientowawszy się w słabości cesarstwa, zbuntował się przeciw cesarzowi i utworzył w Rodopach i wschodniej Macedonii własne państewko obejmujące tereny od ujścia Mesty do środkowego biegu Ardy i pasma Kusznica w Rodopach. W tym samym czasie Dobromir Chryz zajął część Macedonii wardarskiej z twierdzą Prosek i utworzył również własne państwo.
W zmienionej sytuacji Kałojan zawarł przymierze z Iwanką przeciwko Aleksemu. Aleksy III skierował teraz swoją armię przeciw Iwance i Dobormirowi Chryzowi. Kałojan korzystając ze związania sił bizantyńskich w Macedonii najechał wraz z Kumanami Trację zdobywając silną twierdzę przygraniczną Konstancję (w pobliżu wsi Kostenec), a następnie zajął Warnę i kolejne twierdze wybrzeża czarnomorskiego. Około 1200 Iwanko utracił ostatnie zamki i posiadłości w Rodopach. Dobromir Chryz stawiał jednak nadal opór, a ponadto zbuntowali się dowódcy bizantyńscy Manuel Kamitza i Jan Spiridonaki, namiestnik ziemi Smolan. W 1201 roku cesarz ostatecznie zawarł pokój z Kałojanem zrzekając się praw do ziem zdobytych przez Bułgarów pomiędzy 1195 a 1201 rokiem: zachodnich Rodopów, południowo-wschodniej Macedonii i wybrzeża Morza Czarnego na północ od Starej Płaniny. Cesarz zrzekł się również pretensji do ziem macedońskich zajętych przez Dobromira Chryza. W 1203 roku wykorzystując trudne położenie cesarstwa zaatakowanego przez krzyżowców, Kałojan zaatakował część ziem Chryza, twierdze: Prosek, Prizren na Kosowym Polu i Skopje.

### Konflikt z Węgrami
Po zajęciu Macedonii Kałojan prowadził ciężkie walki z królem węgierskim Emerykiem, który przejściowo opanował Belgrad i Braniczewo, przyjmując nawet tytuł króla Bułgarów. W 1203 roku przy pomocy Kumanów Kałojan pokonał Węgrów i odebrał im Belgrad i Braniczewo. Pobiwszy Węgrów osadził na tronie serbskim Stefana Nemanicza, usunąwszy najpierw jego brata Wukana, stronnika węgierskiego. W zamian za pomoc w objęciu władzy Stefan oddał Kałojanowi Nisz.

### Unia z Rzymem
Wprawdzie arcybiskup Tyrnowa koronował Kałojana, a przed nim Asena, nie dawało to jednak wystarczającej legitymacji władzy nowego państwa. W ówczesnych stosunkach jedynie dwa ośrodki – Rzym i Konstantynopol – mogły udzielić chrześcijańskiemu władcy prawa do koronacji. Aby akt koronacji był prawnie skuteczny korona musiała być nadesłana z jednej z tych dwóch stolic patriarszych. Jeszcze w 1199 roku Kałojan rozpoczął pertraktacje z Rzymem w tej sprawie. Zachowała się interesująca korespondencja Kałojana z papieżem Innocentym III. W zamian za zawarcie unii z Rzymem papież zaofiarował Kałojanowi koronę królewską, pośrednictwo w sporze z Węgrami i pomoc przeciw Bizancjum. W 1202 papież wysłał do Bułgarii swojego kapelana Jana de Casamaris celem przeprowadzenia wstępnych negocjacji, w wyniku których w 1204 roku do Tyrnowa przybył legat papieski kardynał Leone Brancaleone. 8 listopada koronował on Kałojana na króla Bułgarii (rex Bulgariae). Dzień wcześniej metropolita tyrnowski Wasilij został wyświęcony na arcybiskupa tyrnowskiego i prymasa Bułgarii i Włachii, stając się faktycznie niezależnym od Konstantynopola. Przygotowywana unia nie odegrała większej roli, gdyż papież odmówił żądaniom Kałojana przyznania mu tytułu cesarza (imperator), a tytułu patriarchy arcybiskupowi Wasilijowi. Po załamaniu się planów dotyczących unii jej zwolennik Wasilij zrezygnował z urzędu i udał się na Atos.

### Podboje w Tracji

Bułgaria i jej południowi sąsiedzi po 1204 roku

Rok 1204 przyniósł całkowitą zmianę układu sił na Bałkanach. 13 kwietnia krzyżowcy zdobyli Konstantynopol. Na gruzach Bizancjum powstało Cesarstwo Łacińskie. W południowej Macedonii Bonifacy z Montferratu utworzył sięgające po Beocję Królestwo Tessaloniki. Dalej na zachód powstało Księstwo Filipopolu, oddane w lenno Ranierowi de Tri, a w Epirze państwo greckie pod władzą Angelosów-Dukasów-Komnenów. Kałojan przyjął początkowo ugodową politykę w stosunku do łacinników. Ci jednak butnie powiadomili go, że uważają Bałkany za sferę władzy bizantyńskiej, a zatem że uznają Kałojana i jego poddanych za swoich wasali. W tej sytuacji Kałojan dał posłuch arystokracji bizantyńskiej w Tracji, pragnącej przy pomocy cara bułgarskiego wskrzesić Cesarstwo Bizantyńskie
Wiosną 1205 roku wybuchło w Tracji powstanie miejscowej ludności przeciw łacinnikom. Mieszkańcy Didymoteichos (bułg. Dimotika) zabili wasala cesarza łacińskiego Hugona de Saint-Paul i opanowali twierdzę. Wenecka załoga została zmuszona do opuszczenia Adrianopola. Stronnictwo pro bułgarskie zwyciężyło w Filipopolu. Garnizony mniejszych miast trackich zostały wymordowane lub zmuszone do ucieczki. Kałojan wkroczył do objętej powstaniem Tracji. 14 kwietnia 1205 roku rozgromił pod Adrianopolem wojska łacińskie. Cesarz Baldwin I dostał się do niewoli i zmarł w więzieniu w Tyrnowie. Po zwycięstwie pod Adrianopolem Kałojan ogłosił się, wzorując się na cesarzu bizantyńskim Bazylim Bułgarobójcy, Rzymianobójcą. Cios zadany przez Kałojana Cesarstwu Łacińskiemu na początku jego istnienia pozwolił okrzepnąć greckiemu Cesarstwu Nicejskiemu w Azji Mniejszej, a w przyszłości odrodzić się Cesarstwu Bizantyńskiemu. Spod Adrianopola Kałojan postąpił nawet w kierunku Konstantynopola, ostatecznie zawrócił jednak na zachód zdobywając Serres, Moglen, Ochrydę, i Werreię. Wreszcie korzystając z nieobecności Bonifacego z Montferratu, który walczył na południu Grecji, obległ Tesalonikę. Musiał jednak przerwać oblężenie i bronić świeżych zdobyczy w Tracji przeciw bratu i następcy Baldwina – Henrykowi. Walki z Cesarstwem Łacińskim toczyły się przez 1206 i 1207 rok. W 1207 roku w zasadzce bułgarskiej zginął powracający z Konstantynopola Bonifacy z Montferratu. Kałojan opanował całą niemal Macedonię i obległ Tesalonikę. W trakcie oblężenia został zamordowany we własnym namiocie przez swego naczelnego wodza, Manastyra, bojara kumańskiego pochodzenia działającego z namowy kumańskiej żony Kałojana i jego siostrzeńca Boriła. Ciało zamordowanego cara przewieziono do Tyrnowa i pochowano w cerkwi świętych Czterdziestu Męczenników.
19 kwietnia 2007 w Wielkim Tyrnowie odbył się uroczysty, powtórny pogrzeb szczątków cara, które 35 lat wcześniej zostały odnalezione przez archeologów. Kości cara umyto (zgodnie z obrządkiem) i pochowano w stalowej trumnie wypełnionej argonem, co ma zapobiec rozkładowi szczątków.

## Związki rodzinne
Kałojan miał czworo rodzeństwa, dwóch starszych braci:
- Teodora, obwołanego carem w 1186, odsuniętego od rządzenia państwem przez Asena I, który po jego śmierci powrócił do władzy
- i Asena, władcę Bułgarów w latach 1188–1196

oraz dwie nieznane z imienia siostry.
|                                              |                                              |                                              |                                              |                            |                            |                                            |                                            |                             |                             |                           |                           |
| Nieznany bojar tyrnowski                     |                                              |                                              |                                              |                            |                            |                                            |                                            |                             |                             |                           |                           |
|                                              |                                              |                                              |                                              |                            |                            |                                            |                                            |                             |                             |                           |                           |
|                                              |                                              |                                              |                                              |                            |                            |                                            |                                            |                             |                             |                           |                           |
| Teodor-Piotr (panował 1185–1188 i 1196–1197) | Teodor-Piotr (panował 1185–1188 i 1196–1197) | Teodor-Piotr (panował 1185–1188 i 1196–1197) | Teodor-Piotr (panował 1185–1188 i 1196–1197) | Asen I (panował 1188–1196) | Asen I (panował 1188–1196) | siostra                                    | siostra                                    | Kałojan (panował 1197–1207) | Kałojan (panował 1197–1207) | siostra                   | siostra                   |
|                                              |                                              |                                              |                                              |                            |                            |                                            |                                            |                             |                             |                           |                           |
|                                              |                                              |                                              |                                              |                            |                            |                                            |                                            |                             |                             |                           |                           |
|                                              |                                              | Aleksander                                   | Aleksander                                   |                            |                            | Iwan Asen II (zm. 1241, panował 1218–1241) | Iwan Asen II (zm. 1241, panował 1218–1241) |                             |                             | Borił (panował 1207–1218) | Borił (panował 1207–1218) |